# Isabella (trobairitz)
Isabel, Ysabel o Ysabella (poss. ac 1180) va ser un trobairitz del segle xiii. Gairebé no se sap res d’ella amb certesa, però s'han plantejat moltes conjectures. Ha estat identificada amb:
- Isabel, reina de Jerusalem (morta el 1205), filla d'Amalric I de Jerusalem i Maria Comnena, vídua de Conrad de Montferrat (morta el 1192)[2]
- Isabel, marquesa de Bodonitza (1278 – 1286), filla de Guy Pallavicini (mort el 1237)[3][4]
- Isabel, triarca de Negrepont (1217), vídua de Ravano dalle Carceri[5]
- Una filla sense nom de Guillem V de Montferrat (mort el 1191), germana de Bonifaci de Tessalònica i esposa d'Albert Malaspina

Isabela s'esmenta tres vegades en els versos d'Elias Cairel. "Estat ai dos ans" s'adreça a una dona Ysabelh (a la meva senyora Ysabel). La tornada de "Mout mi platz lo doutz temps d'abril" conté la línia Don'Izabel, ma chanso prezen : a Isabel, la meva cançó d'amor. "Pois chai la fuoilla del garric" també esmenta ma dona Izabel. Elías va viatjar a Grècia arran de la Quarta Croada – i estava en Tessalònica, a la cort de Bonifaci, per 1.207. El 1215 tornava a Itàlia, on va romandre fins al 1225. És possible que conegués Isabella a Grècia o a Itàlia, si era parent de Bonifaci o dels Pellavicini.
Ysabella va compondre un tençó, "N'Elyas Cairel, de l'amor", amb Elias que sobreviu. A principis de l'estudi de les trobairitz, se suposava que algunes de les dones més fosques, com Ysabella, que són nomenades interlocutores amb homòlegs masculins, no eren de fet dones reals, sinó més aviat ficcions creades pels trobadors per crear tençons intersexuals. Ysabella va ser una d'aquestes víctimes, tot i que ara es presumeix la seva existència. El seu tençó s'ha traduït a l'anglès (Bogin), al francès (Pierre Bec) i a l’ alemany (Oskar Schultz i, més recentment, Angelica Rieger).
La situació de la composició del tençó entre Elias i Ysabella ha estat qüestió de controvèrsia. Un editor recent del corpus d'Elias, Giosuè Lachin, creu que el tençó es va compondre a Grècia el 1204. La cançó antiga francesa "L'autrier avint en chel autre païs", del trobador Conon de Béthune, a qui Elias coneixia, té moltes similituds temàtiques amb el tençó d'Ysabella, tot i que són mètriques diferents. Interessant per als efectes de determinar la procedència del tençó que és la menció a la línia 40 de Lo patriarch'Iuan ('el patriarca John'), una possible referència al patriarca Joan Camater –
La tençó s'obre amb Ysabella recordant amb afecte els dies d'ella i de l'antic amor d'Elias. Normalment s'accepta la realitat de la seva relació i es considera que Elias va cortejar Ysabella, ja fos a Grècia o Itàlia. Qualsevol que sigui el rerefons històric, és evident que Ysabella i Elias ja no tenen cap relació quan comença el seu diàleg, i Elias la culpa de la seva caiguda. Això precipita una sèrie d’agressions verbals que acaben amb l’admissió de la cortesia i la reconciliació d’Elias, amb Ysabella oferint-li l’ajuda a guanyar la seva nova dama i ell, educadament, declina compartir el seu nom. Aquesta estructura bàsica es pot veure com una desviació en les estrofes mitjanes de les normes de l’amor cortès (amb Ysabella insultant en lloc d’afalagar el seu amant i ell prenent un altre amor malgrat el seu afecte continuat) i un posterior retorn a la norma en les estrofes finals. Recentment, Catherine Ganiere, analitzant l’ús de negacions per part dels interlocutors, ha argumentat que Ysabella estava més preocupada pels seus sentiments interns (ser estimada), mentre que Elias estava més preocupat per les aparences externes, és a dir, els comportaments cortesans, la posició social, etc.
El 2011, l'obra del compositor canadenc Serouj Kradjian "Trobairitz Ysabella" va ser estrenada per la soprano Isabel Bayrakdarian i l'Orquestra de Cambra de Manitoba sota la direcció d'Anne Manson.